# Теміскіра (комікс)
Теміскіра ([ˌθɛm[непідтримувані символи]ˈskɪrə]) — вигадане унітарне суверенне місто-держава та острівна держава-архіпелаг, що з'являється в американських коміксах, виданих DC Comics. Раніше відомий як Райський острів і Острови амазонок, він вперше з'явився в All Star Comics № 8 (жовтень 1941).
Теміскіра — це відокремлена жіноча спільнота, якою керує закон Афродіти, який проголошував, що амазонки будуть безсмертними, доки жоден чоловік не ступить на їхній острів. Чоловікам заборонено відвідувати Теміскіру під страхом смертної кари. Місцезнаходження Теміскіри не розголошується. З міркувань безпеки острів може змінювати своє розташування як на землі, так і в часі, залишається непомітним для будь-якого стороннього спостерігача, і щойно хтось залишає острів, вони забувають про його місцезнаходження.
Теміскіра — це теократія та столиця, яка служить урядом амазонок і місцем походження Диво-жінки. Назва всього архіпелагу стала «Райськими островами», коли місто було перейменовано на «Теміскіра» з перезапуском персонажа в лютому 1987 року в "Диво-жінці " (том 2) № 1. І острів, і місто названі на честь міфологічного міста Теміскіри, столиці амазонок у грецькій міфології.
Теміскіра дебютувала в кінематографі у фільмах 2017 року «Диво-жінка» та «Ліга справедливості» та з'явилася в продовженні 2020 року «Диво-жінка 1984», дія якого відбувається у розширеному всесвіті DC.

## Історія видання

### Передкриза (1941—1987)
Коли в 1941 році вперше згадується батьківщина Диво-жінки, її називають Райським островом, таємним і прихованим островом на Землі, населеним міфічними амазонками. Амазонки отримали відпочинок від ворожнечі та спокус Світу Людей, і тому було наказано почати нове життя, вдосконалюючи себе, усамітнившись на цьому острові подалі від Стародавньої Греції, після того, як вони були поневолені Гераклом. Оскільки острів був благословенний олімпійськими богами, жодній людині не дозволялося фізично ступати на нього. Коли під час Другої світової війни там розбився літак офіцера розвідки армії Сполучених Штатів Америки Стіва Тревора, його доглядає за межами столиці принцеса Діана, донька королеви острова Іпполіти. Пізніше Діана змагається з іншими амазонками, щоб стати Диво-Жінкою, емісаром з Райського острова, який супроводжуватиме Стіва назад у «Світ людией» та допоможе в боротьбі з державами Осі. Було встановлено, що всі амазонки вправно володіють вмінням під назвою «кулі та браслети», у якій вони можуть відбивати випущені в них кулі за допомогою ланцюгів на своїх зап'ястях.
Спочатку передбачалося, але ще не повністю підтверджено, що Райський острів розташований десь у Тихому океані. У телевізійній інкарнації 1970-х років (як її зобразила Лінда Картер) місце розташування Райського острова відбувалося в Бермудському трикутнику. У версії анімаційного фільму 2009 року події відбувалися в Егейському морі.
Спочатку на острові жили три покоління амазонок, з другого — принцеса Діана.
Ця базова передісторія залишається незмінною протягом Золотого та Срібного віку коміксів, аж до сюжетної лінії «Криза на нескінченних Землях» 1985—1986 років. Після завершення цієї обмеженої серії більшість персонажів у всесвіті коміксів DC зазнали певної переробки або реконструкції в історії своєї сюжетної лінії, і Диво-жінка була одним із кількох персонажів, усю послідовність яких було перезавантажено.

### Посткриза (1987–сьогодення)
Перезапуск серіалу «Диво-жінка» у 1987 році показує, що амазонки — це перевтілені душі жінок, убитих чоловіками протягом доісторичного часу. Сформовані з глини понад 3000 років тому й подаровані п'ятьма олімпійськими богинями — Артемідою, Афіною, Деметрою, Гестією та Афродітою — амазонкам даровано безсмертя, велику фізичну силу, надзвичайно гострі почуття, красу, мудрість і любов одна до одної. Їм доручено навчити чоловіків «Патріархального світу» чеснот гідності, любові та рівності. Вони заснували місто-державу Теміскіру в Стародавній Греції — сучасній Туреччині, якою правлять сестри Іпполіта та Антіопа. Арес, бог війни та головний супротивник амазонок, маніпулює своїм зведеним братом Гераклом, щоб зібрати сили та атакувати Теміскіру. Геракл підкоряє і спустошує Іпполіту, і його війська встигають розграбувати Теміскіру та зробити амазонок своїми рабами. Іполита благає богинь про допомогу. Афіна погоджується допомогти амазонкам, але лише в тому випадку, якщо вони не підуть проти своєї мети створення, шукаючи помсти. Коли вони погоджуються на її умови, Афіна звільняє амазонок від кайданів. Однак після звільнення амазонки вбивають більшість своїх викрадачів. Антіопа веде військо амазонок у Грецію, прагнучи помститися Гераклові. За наказом богинь, Іпполіта веде решту амазонок на віддалений острів, де, як покаяння за свої невдачі як вчителів, вони стають охоронцями Дверей Дума, запобігаючи втечі монстрів під ними. Перейменувавши райський острів Теміскіру на честь своєї загиблої столиці, амазонки почали своє нове життя, зводячи будівлі та пам'ятники та вдосконалюючи свої навички ремісників і воїнів.
Століттями амазонки з Теміскіри живуть у ідеальній гармонії з навколишнім середовищем, в умовах теократії. Вони не знають расизму, хоча багато хто вважає втрачене плем'я амазонок Антіопи не більш ніж дикунами. Вони не мислять категоріями чоловічої статі; слово «поліцейський» їм чуже аж до відходу Діани у зовнішній світ. Гомосексуалізм для них цілком природний — у той час як одні амазонки цнотливі, інші мають люблячих дружин. Їхнє місто повністю складається з греко-римської архітектури 1200 року до нашої ери, і вони носять грецький одяг, тоги, сандалі та старовинні обладунки. Усі амазонки також носять Браслети підкорення як постійне нагадування про своє поневолення та покору своїм покровителям, хоча лише Діана може відбивати ними кулі. Вони палко релігійні, поклоняються своїм богам як живим божествам. Артеміда є їх основною богинею, і вони поклоняються їй, приносячи в жертву оленя. Амазонки щороку святкують своє створення на святі п'яти, згадуючи богинь, які оживили їх.
Іноді Нереїди приносять на береги Теміскіри маленьких немовлят, які інакше потонули б у результаті нещасного випадку. Амазонки Райського острова ініціювали процес під назвою «відправлення», де цих немовлят духовно навчали амазонських ідеалів, а потім містичним чином відправляли назад до місця їхнього зникнення через кілька хвилин після того, як вони загубилися в морі. Юлія Капателіс, перша подруга Діани у Патріархальному світі, є однією з таких немовлят.
Наразі Теміскіра розташована в Бермудському трикутнику, але володіє магічною здатністю телепортуватися в будь-яке місце чи період часу, який бажають її мешканці.

## Власна шкала часу

### Смута і геноцид
- Кожен автор заголовків, який написав другий том «Диво-жінки», зобразив бійню в Феміскірі:
  - Джордж Перес — включав зґвалтування Гераклом і вбивство амазонок, а також знищення першого міста Бана-Майдалл.
  - Вільям Месснер-Лебс — зобразив племінну війну амазонок за володіння Теміскірою.
  - Джон Бірн — змусив Дарксайда вторгнутися до Теміскіри, убити половину населення, а решту перетворити на камінь.
  - Філ Хіменес — відновив племінну війну амазонок за володіння Теміскірою.
  - Волт Сімонсон — змусив Гідру перетворити амазонок на камінь.
  - Ґреґ Рука — змусив OMAC убити більше половини населення Амазонії.
  - Брайан Аззарелло — наказав Гері перетворити всіх амазонок на змій і скам'яніти Іпполіту.
- Острів(и) може змінювати своє розташування як на суші, так і в часі.[4]

### Поява Диво-жінки
Останнім часом донька Іпполіти Діана, також відома як Диво-жінка, стала послом у зовнішньому світі. За допомогою Діани амазонки відкрили береги Теміскіри для сановників «Патріархального світу». Істоти під Дверима Долі зазнали поразки, і на деякий час амазонки знищили свої бойові обладунки як свідчення нового періоду миру. Амазонки відкрили свої береги для сановників зі Патріархального світу, жінок і чоловіків, але цей обмін був майже знищений Еридою, богинею розбрату. Амазонки навіть провели власний тур Сполученими Штатами, де їх звинуватили у вбивствах кількох людей нащадки Антіопи, найманці-вбивці Бана-Майдалла та Цирцеї. Саме під час «війни богів» амазонки переробили свою зброю, поклявшись знову стати воїнами. Цірцея пересадила багатьох із цих наймиць із Бана-Майдалла, які називаються Загубленим племенем, до Теміскіри, де після війни з амазонками, які вже там були, дві фракції об'єднали свої сили, щоб зупинити саму Цирцею. Дві секти амазонок уклали непросте перемир'я, живучи на протилежних кінцях острова.
Професорка Джулія Капателіс, близька подруга Диво-жінки та амазонок, пізніше отримала грант від Національного географічного товариства на визначення місцезнаходження оригінального турецького міста Теміскіра. Однак Джулії довелося залишити розкопки на півдорозі проекту, коли одна з подруг її дочки покінчила життя самогубством. Чи було повністю розкопане первісне місто Теміскіра чи ні, показано не було.
Пізніше сили Дарксайда під час пошуків грецьких богів спустошили Теміскіру, убивши там майже половину амазонок. Почавши відбудову, амазонки виявили, що повернулися до каменю. Це сталося в результаті відходу богів із плану смертних, а зв'язок амазонок із істотами-творцями настільки зменшився, що їхні тіла повернулися до первісного стану. Після того, як боги повернулися на Олімп, амазонки знову перетворилися на свою плоть і кров, але ще більше амазонок було вбито в протистоянні з демонічним істотою, відомою як Нерон.
З появою Діани та Іпполіти у Патріархальному світі в образі Диво-жінки, яка все довше і довше з'являлася у Патріархальному світі, банки та теміскіранки були втягнуті у криваву громадянську війну руками Магали, в яку вселився дух убивці Антіопи, Аріадни. Використовуючи вже існуюче презирство племен одне до одного, Магала залучила союзників з обох амазонських міст, щоб розпалити мстивий конфлікт. Острів залишився в руїнах, і війну вдалося зупинити лише тоді, коли Іпполіта ліквідувала царську родину, відрікшись від престолу.
Залишившись ворогуючими, але на рівному політичному ґрунті, амазонки Бани та Теміскири об'єднали зусилля проти інопланетних сил Імперікса. Теміскіра, містичним чином переміщена у відкритий космос, була знищена, а сотні амазонок з обох племен загинули. Коли Диво-жінка повела все плем'я амазонок на екуменічну молитву, спрямовуючи силу в нового бога Дарксайда, жінки-воїни допомогли знищити Імперікс та його союзника Мозгочея 13.

### Нова Теміскіра
Після того, як острів був знищений Імперіексом під час сюжетної лінії «Наші світи у війні», Теміскіру було відбудовано та перенесено, цього разу до Бермудського трикутника. Розроблена Джулією Капателіс, Марсіанським мисливцем, Стівом Тревором, канадським архітектором Жаном Клодом Тібетом і майстром-дизайнером Amazon Калізою Фашедом, нова Теміскіра була побудована за допомогою інопланетних технологій. Крім відтворення островів, Теміскіра була відновлена спільною силою грецьких і єгипетських богинь, яким поклоняються амазонки. Перетворена на могутню низку плавучих островів, призначених для вільного обміну інформацією та ідеями, новою Теміскірою керували члени обох племен амазонок. Через деякий час Теміскіра була ледь не знищена богинею Герою в нападі ревнощів. Вона розсердилася, що Зевс магічним чином підглядав за купальною формою Артеміди, обмацуючи басейн, і вдарила ногою по самому басейну. Через її дії острови перестали парити в повітрі власною силою і натомість знову стали скупченням традиційних островів.
Нещодавно Феміскіра зазнала атаки сил OMAC, як описано в Infinite Crisis від DC Comics. У зв'язку з цією атакою, а також багатьма іншими атаками, від яких постраждав острів відтоді, як Діана стала Диво-Жінкою, було вирішено, що олімпійські богині та богині Бана-Мігдалліан перенесуть острів та його мешканців (без Діани) у невідоме місце, де вони зможуть жити в мирі та спокої.

### Рік потому
Під керівництвом письменника Вілла Пфайфера амазонки атакують Вашингтон у відповідь на напад на острів у міні-серіалі з шести частин під назвою Атака амазонок. Наприкінці серіалу Бабуся Доброта (видає себе за богиню Афіну) стирає пам'ять амазонок, і вони розкидані по всьому світу з фальшивими особами. На Теміскірі залишилися лише Іполита та четверо членів її початкової королівської гвардії. Королева заслана до майже порожньої Теміскіри (яка, здавалося, була затоплена та відновлена під час битви) за її злочини, пов'язані з нападом на Світ людей, хоча на її дії вплинула зла Цирцея.
Пізніше Зевс оживляє спогади амазонок і забезпечує транспорт для їх повернення до Теміскіри.

### Всесвіт DC
Під час сюжетної лінії «Темні ночі: Дет-метал» Теміскіру було перетворено на нове Пекло, де Диво-Жінка стала його наглядачкою, яка там охороняла ув'язнених. Світ коштовностей став частиною трансформованої Теміскіри.

## Флора і фауна

### Докризові
Коли вперше був представлений комікс «Диво-жінка», на Райському острові були коні та істоти на ім'я Кангас, які нагадували австралійських кенгуру, на яких амазонки їздили верхи, як верхи.
Ймовірно, канги були породою кенгуру, яка була завезена на острів з Австралії через прибережну міграцію, яку вивели амазонки та звідки вони походять. Кенгу Діани назвали Джампа.
Були також менші кроликоподібні істоти, що блукали Райським островом.

### Посткризові
Коли в середині 1980-х років комікс «Диво-жінка» було оновлено та розпочато заново, таке бачення природи було скасовано і на острові були залишені лише звичайні мисливські тварини, такі як антилопи, олені, дикі кабани, ведмеді, леви та риби, домашні тварини, такі як птахи, коти, лисиць, собак і мавп, а також домашніх тварин, таких як коні, віслюки, верблюди, велика рогата худоба, буйволи , вівці, муфлони, кози, Крі-крі, і свині (одомашнені нащадки кабана). Єдині екзотичні/міфологічні істоти на острові були більш зловісними за своєю природою та існували в Doorway Doom у підземний світ, якого амазонки поклялися тримати в пастці та ніколи не втікати. У водах, що оточували Теміскіру, також жили наяди, а в лісах дріади, які більшу частину свого дня грали, іноді з амазонками.
У 1999 році, коли письменник Ерік Люк узяв комікс «Диво-жінка», він наказав кільком загубленим міфічним істотам з усього світу знайти притулок на Теміскірі. Ці істоти складалися з: кентавра Хірона, білого Пегаса, дракона Ладона, химери та сфінкса.
Коли на початку 2000-х років письменник Філ Хіменес написав проєкт, ін уявив, що на Феміді з'явилося кілька динозаврів із землі Скартаріс, а на острові знову з'явилися кангаси. На сьогоднішній день жоден кангас не розглядався як верхова тварина.
Письменник Ґреґ Рука знову представив другого Пегаса, щоб служити напарником Диво-жінки, цей чорний з червоними очима. Припускають, що він все ще живе на Феміскірі.
У 2003 році ретроспективна історія Мета Ваґнера під назвою «Бетмен/Супермен/Диво-жінка: Трініті» захищає острів розумними гігантськими птахами. Вони гинуть, захищаючи амазонок.
Сюжетна лінія 2007 року «Амазонки атакують!» описує світ амазонок, де єк такі істоти, як гігантські оси Стіген і деякі одомашнені пегаси, велика кількість осідланих химер і три огри розміром з титанів.
Сюжетна лінія «Зворотний відлік до останньої кризи» представила нове на той час відкриття про те, що острів захищає зграя мегалодонів.
Коли за сценарій взялася письменниця Ґейл Сімон, вона показала, що Іпполіта доглядала за грифонами в королівських стайнях. Вона також представила острів Таларіон, де жили гаргарійці в сюжетній лінії «Піднесення олімпійця». Гаргареї володіли табунами крилатих коней, подібних до Феміди, але також мали зграї крилатих левів. Їхній вождь Ахілл також мав одомашненого бойового слона на ім'я Місяць, який мав два хоботи, дві пащі, три очей, що світилися, непробивну шкуру і здатність ходити по повітрю. Оскільки гаргарійці увійшли до складу амазонок Феміди, можна з упевненістю припустити, що ці істоти мешкають і там, на острові. На сьогоднішній день жоден кангас не розглядався як верхова тварина.

## В інших медіа

### Телебачення
- Відповідно до коміксів того часу, у телесеріалі Лінди Картер 1975—1979 років «Диво-жінка» в кількох епізодах з'явилася Теміскіра (на той час ще називалася «Райським островом»). Епізод «Містика жіночого начала, частина 2» показує, що Райський острів розташований на 30° 22' пн.ш., 64° 47' зах.д.
- Острів згадується в епізоді Таємниць Смолвіля «Притулок», у якому газетний заголовок читає «Королева Теміскіри звертається до Ватикану». Фактичний острів з'являється в продовженні серіалу коміксів.
- Райський острів з'явився в анімаційному телесеріалі Виклик супердрузів, в епізоді 1978 року «Таємне походження Супердрузів» і в абсолютно новому епізоді «Година супердрузів Бога» «Повернення Атлантиди».
- Теміскіра з'явилася в кількох епізодах анімаційного всесвіту DC «Ліга Справедливості» та «Ліга Справедливості Необмежена» між 2001 і 2006 роками як батьківщина Диво-жінки.
- Теміскіра з'являється в епізоді «Тріумвірат жаху!» мультсеріалу «Бетмен: Відважний і сміливий», де Джокер проникає в нього під виглядом амазонки та викрадає Диво-жінку.
- Наприкінці епізоду «Легенди завтрашнього дня» Зарі Томаз доставляє Єлену Троянську до Теміскіри та повертає її в її час. Потім острів згадується кілька разів у фіналі третього сезону шоу «Про хороше, погане та приємне» як місце, де Гелен навчилася битися як амазонка.
- Теміскіра з'являється в Дії Ліги Справедливості. В епізоді «Лютор у раю» Лекс Лютор і Цирцея вторгаються до Теміскіри, щоб отримати Окулус Арго, артефакт олімпійських богів, довірений Героїні Іпполіті, який наділить будь-кого, хто ним володіє, силою Зевса. У короткометражному веб-ролику «Богиня, мабуть, божевільна», Супердівчина і Диво-Жінка вправляються в спарингах одна з одною, але Феліксу Фаусту вдається напасти на острів, заволодівши Супердівчиною.
- В епізоді мультсеріалу Гарлі Квінн «Холостячка» головна героїня везе Отруйний Плющ до Теміскіри, яку Ерида перетворила на курорт для дівич-вечора останньої. Пізніше пара дізнається, що Ерида загіпнотизувала королеву Іпполіту і планує змусити її продати острів Лексу Лютору, і може зірвати цю схему.
- Теміскіра з'являється в епізодах DC Дівчата-супергероїні 2019 року «#FantasticBeastsAndHowToMindThem», де у фінальній сцені Діана бере свого улюбленця грифона Стіва, щоб він звільнився разом з іншими грифонами та «#AwesomeAuntAntiope», у спогаді, де молода Діана бачила, як розважається зі своєю тіткою Антіопою.
- Теміскіра з'являється в дев'ятому епізоді третього сезону «Душі» серіалу «Титани» (2021). В епізоді Рейвен тренується з амазонками, намагаючись знайти спосіб повернути Донну Трой.

### Фільми
- У телевізійному фільмі «Диво-жінка» (1974) з актрисою Кеті Лі Кросбі в головній ролі острів амазонок показано коротко, але не названо.
- Теміскіра показана в анімаційному фільмі «Ліга Справедливості: Нова межа» (2008), у якому Диво-Жінка змагається з амазонкою на пляжі.
- Теміскіра показана в анімаційному фільмі Диво-жінка (2009).
- Теміскіра та її амазонки помітно показані в анімаційному фільмі «Супермен/Бетмен: Апокаліпсис» (2010).
- Хоча в анімаційному фільмі «Ліга справедливості: Парадокс точки спалаху» (2013) не з'являлося, було заявлено, що амазонки вторглися до Сполученого Королівства та перейменували його в Нову Феміскіру.
- У Лізі Справедливості: Війна (2014) Діана згадує, що прибула з Райського острова (колишня назва Теміскіри в коміксах).
- Теміскіра показана в анімаційному фільмі DC Дівчата-супергероїні: Героїня року (2016).
- Теміскіра показана в живих фільмах у розширеному всесвіті DC:
  - У фільмі «Диво-жінка» (2017) вона була зображена відповідно до посткризової версії. Стів Тревор здійснив аварійну посадку на Теміскірі після того, як викрав німецький літак із бази десь у Туреччині, що передбачає розташування десь у Східному Середземномор'ї.
  - У фільмі «Ліга Справедливості» (2017) Степпенвульф (зіграний Кіараном Гайндсом у режимі захоплення руху) приземляється в Теміскірі через трубу стріли в сховищі, де зберігається один із трьох скринь Матері, які містять силу Нових Богів. Після того, як королева Іпполіта (Конні Нільсен) втекла, а амазонки відбивалися від нього, Степпенвульф успішно дістав скриню після короткої бійки з королевою та поранивши кількох інших амазонок. Перед тим, як піти, він передвіщає, що Іполита буде слухатися його і любити його після того, як він отримає силу трьох скриньок, а також інших амазонок. Теміскіра також з'являється в режисерській версії фільму (2021).
  - У фільмі «Диво-жінка 1984» (2020) Теміскіра з'являється у спогаді, де молода Діана Прінс бере участь у спортивних змаганнях проти старших амазонок.
- Теміскіра ненадовго з'являється в анімаційному фільмі Юні титани, вперед!, де молоду Диво-жінку вправляються з Ласо Істини.
- Теміскіра показана в анімаційному фільмі Диво-жінка: Кровні лінії (2019).
- Теміскіра з'являється у фільмі 2021 року «Космічний джем: Нове покоління», де показано, як Лола Банні завершує турнір, організований Диво-Жінкою, щоб стати Амазонкою.

### Відео ігри
- Теміскіра — це один із ігрових етапів у відеогрі 2008 року Mortal Kombat vs. DC Universe, де кілька амазонок з'являються в кількох кат-сценах.
- Теміскіра представлена в кількох випадках DC Universe Online, де гравці допомагають Диво-жінці або Цирцеї, щоб допомогти досягти відповідних цілей щодо амазонок, а також у версії з відкритим світом, яка містить Раду Диво-жінок із п'яти різних всесвітів, яким гравці допомагають у битві проти олімпійських богів і нових богів. Ця версія складається з острова, об'єднаного з Диво-Жінками іншого всесвіту, відповідними реальними версіями їхнього острова під назвою Печворк Теміскіра.
- Теміскіра — ігрова сцена у відеогрі Injustice: Gods Among Us 2013 року, представлена у вигляді храму на вершині гори та портової зони.
- Теміскіра з'являється на рівні в Lego DC Super-Villains. Диво-Жінка подорожує туди разом з Гарлі Квінн і Кіборгом, щоб звільнити його від прислужниці Дарксайда, Бабусі Доброти, яка взяла населення під контроль над розумом.
- У 2020 році у Roblox була подія Диво-Жінки на острові Теміскіра.[12]